# Aurora (máy bay)

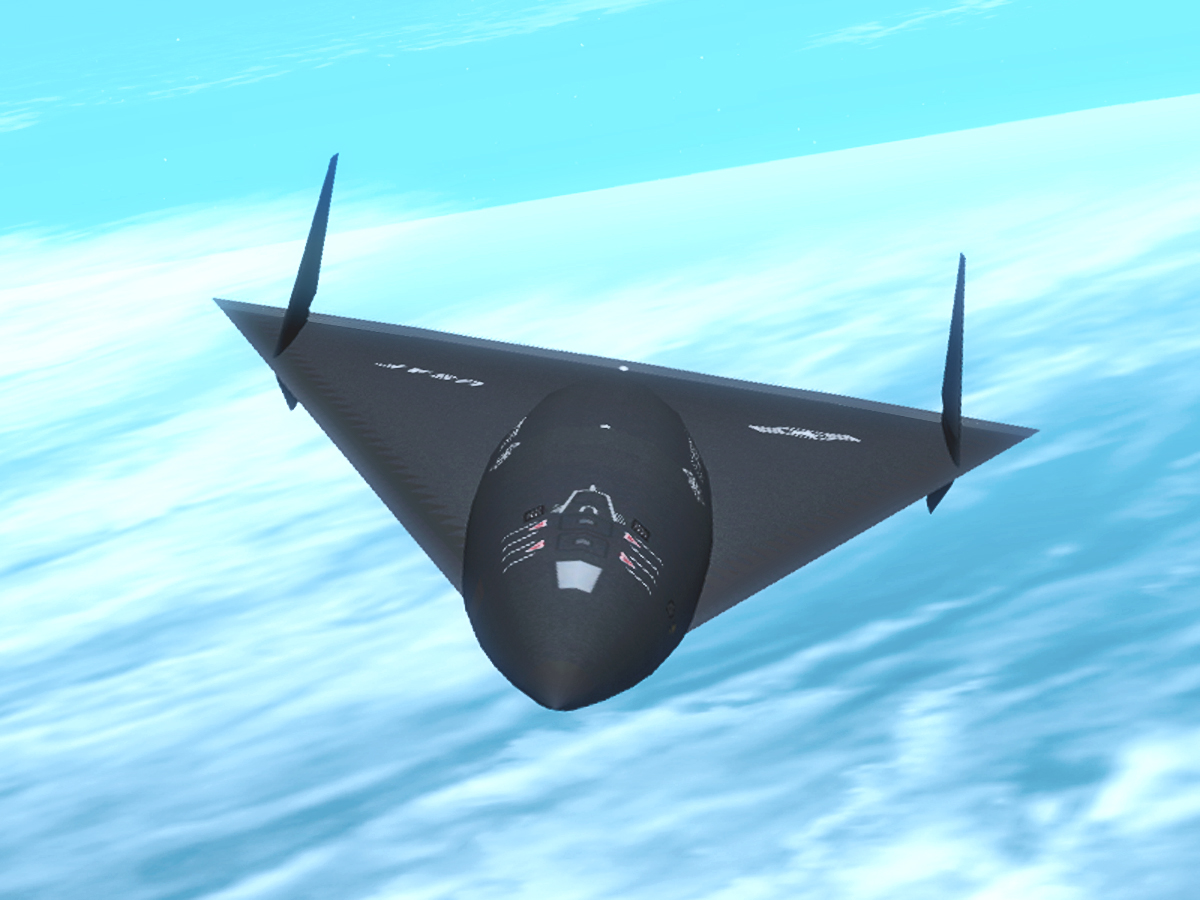
Minh họa của một họa sĩ về chiếc máy bay Aurora

Aurora là một loại máy bay do thám của Mỹ được đồn đại vào giữa thập niên 1980. Không có bằng chứng đáng kể nào cho thấy nó đã từng được chế tạo hoặc bay lượn trên không trung và mọi người đều truyền tụng cho đây chỉ là một dạng truyền thuyết thành thị.
Chính phủ Mỹ liên tục phủ nhận việc chế tạo ra một loại máy bay như vậy. Trang web tham khảo về hàng không và vũ trụ Aerospaceweb.org kết luận, "Bằng chứng ủng hộ Aurora chỉ là sự phỏng đoán ngẫu nhiên hoặc thuần túy, rất ít lý do để mâu thuẫn với quan điểm của chính phủ."
Cựu giám đốc Ben Rich của hãng Skunk Works từng xác nhận rằng "Aurora" chỉ đơn giản là một câu chuyện truyền thuyết nằm trong Skunk Works (1994), một cuốn sách kể lại những ngày tháng ông làm giám đốc nơi đây. Rich viết rằng một đại tá làm việc trong Lầu Năm Góc đã tự ý gán cái tên "Aurora" nhằm tài trợ cho cuộc thi thiết kế máy bay ném bom B-2 và bằng cách nào đó, cái tên này đã bị rò rỉ trên các phương tiện truyền thông.
Năm 2006, người theo dõi dự án đen kỳ cựu và nhà văn chuyên viết về hàng không Bill Sweetman cho biết, "Liệu Aurora có tồn tại không? Nhiều năm theo đuổi đã khiến tôi tin rằng, vâng, rất có thể Aurora đang trong quá trình phát triển tích cực, được thúc đẩy bởi những tiến bộ gần đây cho phép công nghệ này bắt kịp với tham vọng đã khởi động chương trình cách đây một thế hệ."
Truyền thuyết về Aurora bắt đầu vào tháng 3 năm 1990, khi tạp chí Aviation Week & Space Technology đưa tin rằng thuật ngữ "Aurora" đã vô tình được đưa vào ngân sách nước Mỹ năm 1985, như một khoản phân bổ 455 triệu đô la dành cho "việc sản xuất máy bay đen" vào năm tài chính 1987. Theo tờ Aviation Week, Dự án Aurora đề cập đến một nhóm máy bay kỳ lạ, chứ không phải một khung máy bay cụ thể. Vốn tài trợ của dự án được cho là đạt 2,3 tỷ đô la trong năm tài chính 1987, theo một tài liệu mua sắm năm 1986 do Aviation Week thu thập được. Cũng trong cuốn sách Skunk Works xuất bản năm 1994, Ben Rich, cựu lãnh đạo bộ phận Skunk Works của hãng Lockheed, đã viết rằng Aurora là mật danh ngân sách của chiếc máy bay ném bom tàng hình làm nên B-2 Spirit.